# Ibidorhynchidae
Ibidorhynchidae é uma família de aves pertencente à ordem Charadriiformes. O grupo tem apenas uma espécie, o bico-de-íbis (Ibidorhyncha struthersii), que vive nas margens de rios nos planatos da Ásia Central e Himalaias.

## Galeria de fotos

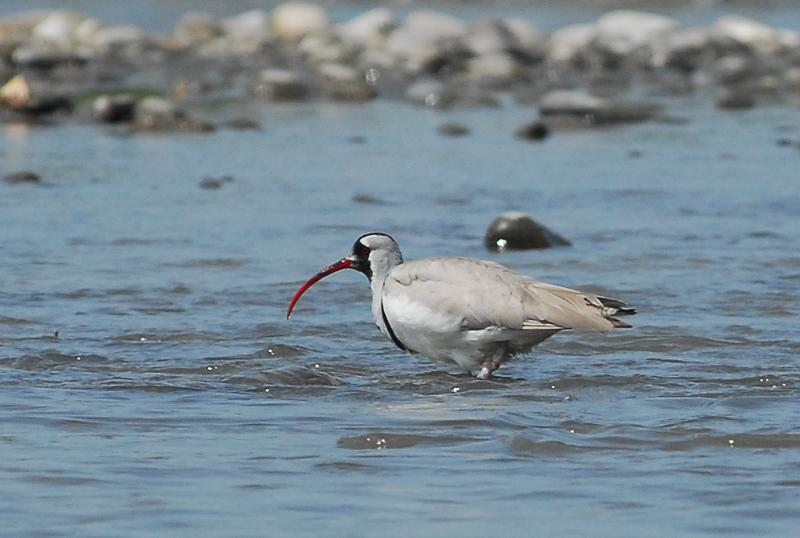
1. Ibidorhyncha struthersii
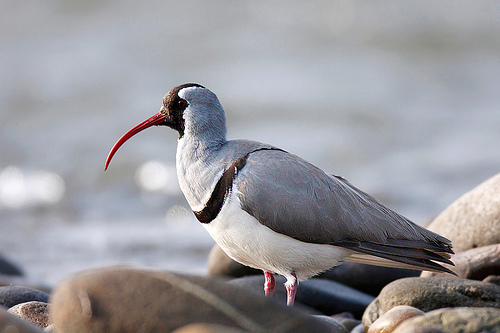
1a. Ibidorhyncha struthersii